# Jamia Simone Nash
Pour les articles homonymes, voir Nash.
Jamia Simone Nash, née le 21 août 1996, est une actrice et chanteuse américaine.

## Biographie

### Enfance
Jamia Simone Nash est née le 21 août 1996 en Virginie. Elle a un frère et une sœur cadette.

### Carrière
Jamia a commencé à chanter à l'âge de deux ans, sa première apparition nationale a été en 2002 dans Showtime at the Apollo, où elle a chanté la chanson Fallin de Alicia Keys. En 2003, elle a chanté Who's Lovin' You de Michael Jackson.
Elle a joué Fantasia Barrino, âgée de dix ans, dans le film de 2006 Life Is Not a Fairytale, un biopic sur le vainqueur de l’American Idol 2004.
Dans le film de 2007, August Rush, le personnage de "Hope" est la chanteuse principal de la chanson "Raise It Up", qui a été nommé pour l'Oscar de la meilleure chanson originale.
Elle a interprété "Raise It Up" d'August Rush aux Oscars en 2008, ce qui en fait la plus jeune à se produire lors d'une cérémonie des Oscars.
Sa dernière apparition a eu lieu le 18 juillet 2009 au Kennedy Center. Elle a chanté la chanson de Céline Dion "Let's Talk About Love" en hommage au 40e anniversaire du programme Apollo.
Le 28 mars 2017, elle a publié son premier EP, Simply Jamia.

## Filmographie
- 2003 : Sept à la maison : Haley Michaels
- 2003 : Ma famille d'abord : Aretha Aloysius Mumford
- 2004 : Roméo! : Chantel
- 2006 : Life Is Not a Fairytale : Fantasia Barrino
- 2006 : August Rush : Hope
- 2008-2012 : Les Feux de l'amour : Ana Hamilton

## Sources
- (en) Cet article est partiellement ou en totalité issu de l’article de Wikipédia en anglais intitulé « Jamia Simone Nash » (voir la liste des auteurs).